# セリエA (女子サッカー)
セリエA・フェンミニーレ（伊: Serie A Femminile）は、イタリアの女子サッカー1部リーグである。eBayがパートナーとなっており、セリエA・フェンミニーレ・eBay（伊: Serie A Femminile eBay）が正式表記となる。イタリアサッカー連盟（FIGC）傘下で運営され、2022-23シーズン以降はプロリーグとなっている。

## 概要
原型となる女子サッカー選手権は1968年に創設されたが、当時はFICFとUISPという2つの組織が独立に選手権を運営しており、統一された状態ではなかった。翌年の1969年にUISP傘下のクラブがFICFの運営するリーグに参加して、統一した女子サッカー選手権となった。1970年にはローマでFFIGCなる組織が設立され再び2つの女子サッカー選手権が存在するようになった。1972年、FFIGCとFICFが統合されてイタリア女子サッカー連盟（FFIUAGC、イタリア語: Federazione Femminile Italiana Unita Autonoma Giuoco Calcio）が結成されたが、反対派が再びFICFを設立、依然2つの女子サッカー選手権が存在する状態が続いた。1974年、遂に現在のように統一リーグになった。
セリエAはドイツやフランス、スウェーデンといった国々に比べ、UEFA女子チャンピオンズリーグでの実績には劣るものの、UEFA内で強豪リーグの地位を保っている。
2022-23シーズンから完全なプロリーグとなり、現在のサラリーキャップが取り除かれ、チームは選手に高い賃金を支払うことができるようになる。選手はイタリアで初めて完全にプロになる女性アスリートとなる。チームの数も12から10に減少する。

## リーグ方式
2022-23シーズンから参加クラブ数が減少されたことにより大会形式が新たなものとなった。10チームで構成されたリーグは2期に分けて行われる。第1期ではホーム＆アウェイの総当たり戦を各クラブが18試合ずつ行い順位を決める。続く第2期は、第1期の順位に基づき2つのグループに分けられる。第1期の成績上位5クラブがスクデットプール（Poule scudetto）に、下位5クラブが残留プール（Poule salvezza）に参加する。このそれぞれのプール内で再びホーム＆アウェイの総当たり戦を各クラブ8試合ずつ行い、第1期から持ち越された勝ち点などの成績に上積みをして最終的な順位を決定する。スクデットプール1位のクラブがリーグ優勝となり、2位・3位のクラブと共に翌シーズンのUEFA女子チャンピオンズリーグ予選への出場権を得る。残留プール最下位クラブはセリエBに自動降格となり、下位から2番目のクラブはセリエB2位のクラブとプレーオフを行う。
2025-26シーズンより参加クラブ数が再び12に拡大されるため、2024-25シーズンは降格プレーオフは行われず、最下位の1クラブのみセリエBへ降格となる。

## 所属クラブ（2024-25シーズン)
| クラブ                           | ホームタウン | スタジアム                                                   | 2023-24シーズン |
| -------------------------------- | ------------ | ------------------------------------------------------------ | --------------- |
| FCコモ・ウィメン                 | コモ         | スタディオ・フェッルッチョ（セレーニョ）                     | 7位             |
| ACFフィオレンティーナ            | フィレンツェ | スタディオ・クルヴァ・フィエーゾレ（バーニョ・ア・リーポリ） | 3位             |
| FCインテルナツィオナーレ・ミラノ | ミラノ       | アレーナ・チーヴィカ                                         | 5位             |
| ユヴェントスFC                   | トリノ       | スタディオ・ラ・マルモラ＝ポッツォ（ビエッラ）               | 2位             |
| SSラツィオ・ウィメン2015         | ローマ       | スタディオ・ミルコ・フェルシーニ（フォルメッロ）             | セリエB 1位     |
| ACミラン                         | ミラノ       | チェントロ・スポルティーヴォ・ヴィズマーラ                   | 6位             |
| SSDナポリ・フェンミニーレ        | ナポリ       | スタディオ・コムナーレ・ジュゼッペ・ピッコロ（チェルコラ）   | 9位             |
| ASローマ                         | ローマ       | スタディオ・トレ・フォンターネ                               | 1位             |
| UCサンプドリア                   | ジェノヴァ   | スタディオ・ラ・ショルバ                                     | 8位             |
| USサッスオーロ・カルチョ         | サッスオーロ | スタディオ・エンツォ・リッチ                                 | 4位             |

## 歴代優勝クラブ
| 年             | 優勝クラブ                           |
| -------------- | ------------------------------------ |
| 1968 (FICF)    | ジェノヴァ                           |
| 1968 (UISP)    | ボローニャCF                         |
| 1969 (FICF)    | ACFローマ                            |
| 1969 (UISP)    | ボローニャCF                         |
| 1970 (FFIGC)   | ゴンマゴンマ                         |
| 1970 (FICF)    | レアル・トリーノ                     |
| 1971 (FFIGC)   | ピアチェンツァ                       |
| 1971 (FICF)    | レアル・ユヴェントス                 |
| 1972 (FFIUAGC) | ガンマ3パドヴァ                      |
| 1973 (FFIUGC)  | ガンマ3パドヴァ                      |
| 1973 (FICF)    | ミラーノ                             |
| 1974           | ファルキ・アストロ・モンテカティーニ |
| 1975           | USFミラン                            |
| 1976           | ヴァルドッビアーデネ                 |
| 1977           | ディアドーラ・ヴァルドッビアーデネ   |
| 1978           | ジョッリ・カターニア                 |
| 1979           | ラツィオCFルビアム                   |
| 1980           | ラツィオCFルビアム                   |
| 1981           | アラスカ・レッチェ                   |
| 1982           | アラスカ・レッチェ                   |
| 1983           | アラスカ・レッチェ                   |
| 1984           | アラスカ・トラーニ80                 |
| 1985           | サニタス・トラーニ80                 |
| 1985-86        | デスパル・トラーニ80                 |
| 1986-87        | ラツィオCF                           |
| 1987-88        | ラツィオCF                           |
| 1988-89        | ジュリャーノ                         |
| 1989-90        | レッジャーナ・R・ザンベッリ          |
| 1990-91        | レッジャーナ・R・ザンベッリ          |
| 1991-92        | ミラン82サルヴァラーニ               |
| 1992-93        | レッジャーナ・R・ザンベッリ          |
| 1993-94        | トッレスFo.S.                        |

| 年      | 優勝クラブ               |
| ------- | ------------------------ |
| 1994-95 | アリャーナ               |
| 1995-96 | ヴェローナ・グンテル     |
| 1996-97 | モデナ                   |
| 1997-98 | モデナ                   |
| 1998-99 | ACFミラン                |
| 1999-00 | トッレスFo.S.            |
| 2000-01 | トッレスFo.S.            |
| 2001-02 | ルーコ・リーネ・ラツィオ |
| 2002-03 | フォローニ・ヴェローナ   |
| 2003-04 | フォローニ・ヴェローナ   |
| 2004-05 | バルドリーノ・ヴェローナ |
| 2005-06 | フィアンマモンツァ       |
| 2006-07 | バルドリーノ・ヴェローナ |
| 2007-08 | バルドリーノ・ヴェローナ |
| 2008-09 | バルドリーノ・ヴェローナ |
| 2009-10 | トッレス                 |
| 2010-11 | トッレス                 |
| 2011-12 | トッレス                 |
| 2012-13 | トッレス                 |
| 2013-14 | ブレシア                 |
| 2014-15 | AGSMヴェローナ           |
| 2015-16 | ブレシア                 |
| 2016-17 | フィオレンティーナ       |
| 2017-18 | ユヴェントス             |
| 2018-19 | ユヴェントス             |
| 2019-20 | ユヴェントス             |
| 2020-21 | ユヴェントス             |
| 2021-22 | ユヴェントス             |
| 2022-23 | ローマ                   |
| 2023-24 | ローマ                   |
| 2024-25 | ユヴェントス             |